# 니키 버트
니컬러스 "니키" 버트(Nicholas "Nicky" Butt, 1975년 1월 21일 ~ )는 잉글랜드의 축구 코치이자 전 축구 선수이다. 현재 맨체스터 유나이티드의 아카데미 코치를 맡고 있다.
선수 시절 맨체스터 유나이티드에서 오랜 시간 활약하며 팀의 트레블 달성에 일조했었다. 이후 뉴캐슬 유나이티드로 이적하여 6년간 활약한 후 홍콩의 사우스 차이나 AA에서 선수 생활을 마감하였다.
또한 잉글랜드 축구 국가대표팀에서 8년간 뛰면서 2002년 FIFA 월드컵과 UEFA 유로 2004에 참가하여 좋은 모습을 보였다.

## 수상 경력

### 클럽
맨체스터 유나이티드
- 프리미어리그: 1995-96, 1996-97, 1998-99, 1999-2000, 2000-01, 2002-03
- FA컵: 1995-96, 1998-99, 2003-04
- FA 커뮤니티 실드: 1994, 1996, 1997, 2003
- UEFA 챔피언스리그: 1998-99
- 인터콘티넨털컵: 1999

뉴캐슬 유나이티드
- 풋볼 리그 챔피언십: 2009-10

사우스 차이나 AA
- 홍콩 FA컵: 2010-11
- 홍콩 리그 컵: 2010-11

### 개인
- PFA 프리미어리그 올해의 팀: 1997-98